# Djibril Cissé
Pour les articles homonymes, voir Cissé.
Djibril Cissé, né le 12 août 1981 à Arles, est un footballeur international français évoluant au poste d'attaquant, devenu entraîneur des attaquants et consultant.
Fils du footballeur international ivoirien Mangué Cissé, Djibril Cissé commence sa carrière professionnelle en Division 1 à l'AJ Auxerre, club avec lequel il termine deux fois meilleur buteur du championnat sous la direction de Guy Roux. Il signe ensuite à Liverpool mais son ascension est brisée par deux graves blessures qui lui font notamment manquer la Coupe du monde 2006. Il remporte toutefois la Ligue des Champions en 2005 où il entre en jeu en finale. Après le Mondial, Cissé revient en France à l’Olympique de Marseille et y évolue pendant deux saisons avant d’être prêté à Sunderland en Angleterre. L’attaquant part ensuite en Grèce où il réalise le double coupe-championnat en 2010 avec le Panathinaïkós. Sa fin de carrière est marquée par des passages dans plusieurs clubs de moindre envergure. Il quitte le football professionnel à l’issue d’une dernière saison à Bastia en 2015.
Joueur rapide, puissant et prolifique devant le but, la carrière de Cissé est marquée aussi par des blessures et une certaine inconstance. Il compte 41 sélections et 9 buts en équipe de France avec laquelle il a été appelé pour trois Coupes du monde (2002, 2006 et 2010) sans jamais être titulaire. Il a également remporté la Coupe des confédérations en 2003.
Depuis son retrait des terrains, il intervient dans les médias en tant consultant sur RMC Sport et chroniqueur sur la chaîne L'Équipe. Il fait également partie du staff de l'AJ Auxerre passant en parallèle ses diplômes d'entraîneur. En parallèle, il est également disc jockey sous le nom d'artiste Tcheba.

## Biographie

### Origines familiales
La famille Cissé, d'origine ivoirienne et guinéenne, s'installe dans le quartier de Barriol à Arles à la fin des années 1970 lorsque le père Mangué Cissé, international ivoirien, évolue à l'AC Arles (alors en Division 2). Djibril Cissé est le benjamin de cette famille de sept enfants (trois filles et quatre garçons). Lorsque les parents divorcent, la mère Karidiata décide de rester en France pour l'avenir de sa fratrie tandis que le père retourne à Abidjan. Djibril Cissé veut devenir attaquant comme son père et, comme son frère Abou Cissé, il veut rapidement jouer en club. Il signe sa première licence à l'AC Arles à huit ans.
À treize ans, alors que Djibril Cissé est en sport étude à Nîmes aux côtés de Lamine Sakho, Nicolas Popovitch entre autres, René Girard, alors entraîneur de son frère Abou, le fait venir au Nîmes Olympique en sport étude. En 1996, lors de la Coupe nationale des minimes à Clairefontaine, les dirigeants de l'AJ Auxerre le repèrent. Guy Roux appelle les dirigeants nîmois depuis l'Angleterre, où il couvre le Championnat d'Europe, pour faire le forcing alors que le Montpellier HSC s'intéresse aussi au jeune attaquant.

### Carrière en club

#### AJ Auxerre (1999-2004)

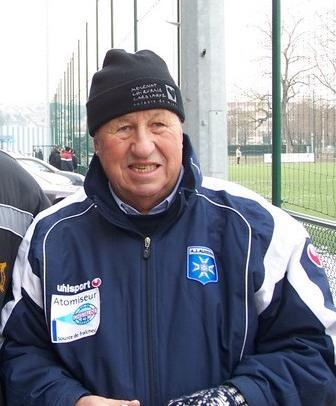
Guy Roux le couve et le fait éclore au plus haut niveau.

À son arrivée en Bourgogne, Djibril Cissé découvre le travail physique qu'il n'apprécie pas. Mais la récompense est au bout : le 20 mars 1999, en remplaçant Thomas Deniaud à la 77e minute d'AJA-PSG, il découvre la Division 1 (défaite 1-0). C'est sa seule rencontre parmi les professionnels de la saison 1998-1999 au cours de laquelle il remporte cependant la Coupe Gambardella.
Il doit néanmoins attendre plus d'un an pour signer son premier contrat professionnel. La saison suivante ressemble à la première puisque l'Arlésien ne dispute que deux matchs en Division 1, à chaque fois en entrant dans la dernière demi-heure. Il devient dans le même temps un des hommes clés de l'équipe réserve bourguignonne.
Cependant sous les ordres de Daniel Rolland, profitant de la blessure de Stéphane Guivarc'h, il effectue des débuts tonitruants, notamment en Coupe Intertoto et gagne sa place à l'AJA. Il sort pourtant vexé d'un Championnat d'Europe des moins de 18 ans décevant sur le plan personnel, malgré la victoire française, où il ne trouve pas le chemin des filets après avoir commencé la compétition malade et blessé à un pied. Lors de la saison 2000-2001, Djibril Cissé est véritablement lancé dans le grand bain par Daniel Rolland, le successeur de Guy Roux pendant un an. Le 5 août 2000, il inscrit son premier but en D1 et donne la victoire à son équipe face au FC Metz (2-1) après son entrée à dix minutes de la fin du match. Il participe au total à 25 matchs de championnat et inscrit 8 buts. C'est également durant cette saison qu'il inscrit son premier but sur la scène européenne en demi-finale de Coupe Intertoto face au VfL Wolfsburg. Devenu un titulaire régulier en deuxième partie de saison, Djibril Cissé se révèle alors comme un des grands espoirs du football français.
La saison 2001-2002 est celle de l'éclosion au grand jour de son potentiel. En effet, Guy Roux, de retour sur le banc bourguignon après un an d'absence, décide de faire de lui son avant-centre vedette. Dès la première journée, Djibril Cissé inscrit quatre buts face au Stade rennais (0-5). Cette saison-là, il participe grandement au retour au premier plan de l'AJ Auxerre qui se hisse finalement à la troisième place après avoir longtemps lutté pour le titre. L'attaquant auxerrois s'installe au sommet de la hiérarchie des buteurs en marquant 22 buts (autant que Pauleta) en 29 matchs de championnat, soit une moyenne de 0,76 but par match. Des statistiques qui lui offrent ses premières convocations en équipe de France. « À contre-courant du flot de félicitations » et malgré la confiance qu'il lui accorde tout au long de la saison, Guy Roux reste lui beaucoup plus réservé avec son jeune attaquant.
La saison 2002-2003 est marquée par de nombreuses blessures pour l'attaquant. Il ne participe quasiment pas au parcours de l'AJA en Ligue des champions, même s'il qualifie le club lors du tour préliminaire contre le Boavista FC (0-1, 0-0). Il s'agit par ailleurs du premier but de sa carrière dans cette compétition. Si l'AJ Auxerre ne parvient pas à rééditer sa performance de la saison précédente puisque les Auxerrois terminent à la sixième place, le club s'offre sa troisième Coupe de France en dominant le Paris Saint-Germain (2-1). Djibril Cissé contribue grandement à ce succès en marquant à quasiment tous les matchs, notamment en finale en inscrivant le but égalisateur. Il termine le championnat avec 14 réalisations en 33 rencontres.
Annoncé sur le départ, il décide finalement de rester une saison de plus à l'AJ Auxerre et retrouve les sommets du classement des buteurs de Ligue 1, seul cette fois, avec 26 buts en 38 matchs. L'AJA termine à la quatrième place mais se fait sortir prématurément en huitièmes de finale de la Coupe UEFA face au PSV Eindhoven (1-1, 0-3). Il marque deux buts dans cette compétition. Ses bonnes performances lui valent l'attrait de nombreux clubs européens. Ainsi lors du marché des transferts de janvier 2004, il s'engage avec le club anglais de Liverpool. Le montant de la transaction s'élève à 21 millions d'euros, pour un transfert entrant en vigueur à la fin de la saison.
Djibril Cissé s'inscrit dans l'histoire de l'AJ Auxerre en devenant le deuxième meilleur buteur de l'histoire du club (90 buts), derrière Andrzej Szarmach et ses 100 buts sous le maillot blanc et bleu.

#### Liverpool FC (2004-2006)
Djibril Cissé dispute son premier match et marque par la même occasion son premier but en Premier League le 14 août 2004 lors de la première journée de championnat face à Tottenham Hotspur. Malgré cela, il connaît un début de saison difficile et n'inscrit que deux buts en dix matchs de championnat. Le 30 octobre de la même année, l'attaquant est victime d'une double fracture du tibia-péroné à la jambe gauche durant un match face à Blackburn Rovers. Cette blessure l'écarte des terrains jusqu'en avril 2005. Avec deux nouveaux buts inscrits lors de la dernière journée face à Aston Villa, il porte son total à quatre buts en seize rencontres de championnat. En finale de la Ligue des champions Djibril Cissé inscrit un des tirs au but permettant aux Reds d'être sacrés champions d'Europe.
En début de saison 2005-2006, il remporte la Supercoupe de l'UEFA face au CSKA Moscou. Il s'illustre en marquant un doublé lors de la rencontre. Néanmoins, le joueur français peine à s'imposer comme un titulaire indiscutable au sein de l'équipe dirigée par Rafael Benítez. Il est le plus souvent positionné au poste d'ailier droit, ce qui le rend moins efficace qu'à son poste de prédilection, à savoir attaquant de pointe.

#### Olympique de Marseille (2006-2008)

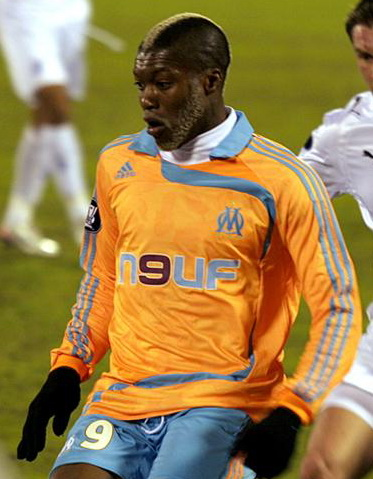
Cissé en 2008 sous le maillot marseillais.

Le 7 juin 2006, Djibril Cissé subit une nouvelle fracture du tibia-péroné, à la jambe droite cette fois, lors d'un match avec l'équipe de France contre la Chine, la veille même du départ pour la Coupe du monde en Allemagne. Il décide peu de temps après de rejoindre l'Olympique de Marseille, club pour lequel il a toujours clamé son intérêt. L'OM l'accueille alors et ce malgré son indisponibilité d'au moins six mois.
Prêté pour une saison avec option d’achat par le Liverpool FC, Djibril Cissé assiste à chaque match de l'Olympique de Marseille lors de ce début de saison. Alors que l'échéance de son retour est de plus en plus retardée, il retrouve les terrains de Ligue 1 le 9 décembre 2006 lors du match face à l'AS Monaco, au stade Vélodrome. Il entre en cours de match à la place de Toifilou Maoulida et signe une passe décisive pour Mamadou Niang. Djibril Cissé inscrit son premier but pour l'OM le 22 décembre suivant lors de la réception de l'AS Saint-Étienne (2-1). Cependant la suite est moins heureuse, les supporters lui reprochant une certaine maladresse face au but et plus encore son comportement sur le terrain. Il est alors pris en grippe par une partie des supporters marseillais et se fait régulièrement siffler à domicile. Toutefois, une bonne fin de saison avec quatre buts lors des six derniers matchs de championnat et un doublé en finale de la Coupe de France face au FC Sochaux rehaussent son image. Au terme de la saison, il affirme une envie certaine de rester à Marseille malgré les difficultés financières que le club phocéen rencontre pour l'acheter, puisqu'il appartient encore au Liverpool FC. Le club anglais réclame en effet douze millions d'euros pour son transfert définitif, somme jugée trop importante par l'Olympique de Marseille. Après de nombreuses négociations, Djibril Cissé signe finalement un contrat de cinq ans en faveur de l'OM. Aucune précision n'est donnée sur le montant du transfert, même si celui-ci pourrait avoisiner les neuf millions d'euros selon les médias.

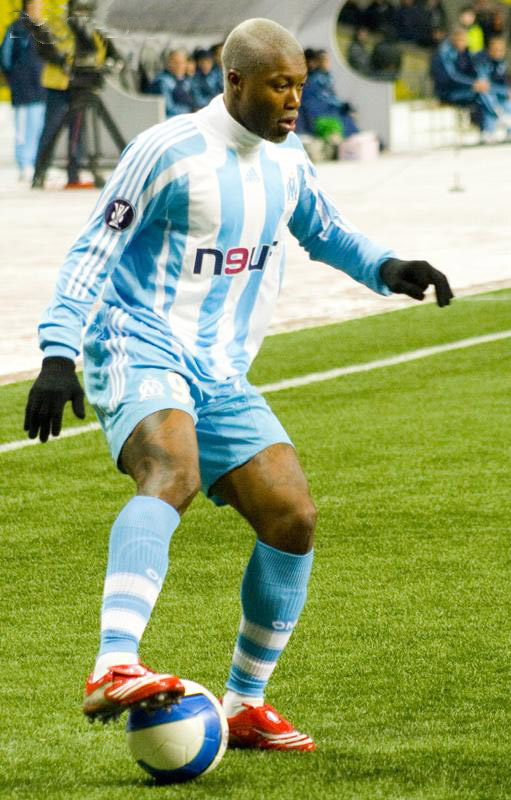
Djibril Cissé en 2008 sous les couleurs de l'Olympique de Marseille.

La première partie de la saison 2007-2008 rappelle sa mauvaise passe du premier semestre 2007 puisqu'il n'inscrit que deux buts en championnat pour treize titularisations. Sa maladresse, son jeu considéré comme trop personnel et des éclats extra-sportifs (altercation avec un supporter portugais) en font la cible d'une partie des supporters et des journaux sportifs. Cette situation est accentuée par les bonnes performances de Mamadou Niang durant la même période. Par conséquent, il est de nouveau question du départ au mercato hivernal. Cependant, la donne change dès les premières rencontres de l'année 2008, où il enchaîne de bonnes performances. Par la suite, le départ de Mamadou Niang pour la Coupe d'Afrique des nations 2008 lui permet de retrouver une certaine confiance. En effet, il est chargé d'occuper seul la pointe de l'attaque marseillaise et en profite pour inscrire sept buts en six matchs. Il est ainsi désigné « buteur du mois de janvier » par la LFP. Djibril Cissé réalise une deuxième moitié de saison convaincante et continue ses bonnes prestations avec l'OM. Il permet notamment à l'Olympique de Marseille de terminer à la troisième place qualificative pour la Ligue des champions, grâce à un doublé face au RC Strasbourg lors de la dernière journée (4-3).
Lors de la préparation pour la saison 2008-2009, Djibril Cissé est l'un des joueurs qui se fait le plus remarquer en étant le meilleur buteur marseillais avec six buts en sept rencontres amicales. Toutefois, il perd sa place en début de saison, la faute à une forte concurrence avec Hatem Ben Arfa et Bakari Koné, recrutés à l'intersaison. Remplaçant pour le match du troisième tour préliminaire de Ligue des champions face au SK Brann ainsi que contre l'AJ Auxerre lors de la deuxième journée de Ligue 1, Djibril Cissé, désireux de retourner en Angleterre, est finalement prêté avec option d'achat au Sunderland AFC le 20 août 2008.

#### Sunderland (2008-2009)
Lors de son premier match de la saison avec le Sunderland AFC, trois jours après son arrivée, Djibril Cissé marque le but de la victoire face à Tottenham Hotspur (2-1). Au total, il inscrit 10 buts en 35 matchs de championnat. Ces prestations sont jugées insuffisantes par le staff technique du club et de son président Niall Quinn, qui indique le 25 mai 2009 que le club ne lève pas son option d'achat. Convoité par plusieurs clubs anglais comme Tottenham Hotspur, Wigan Athletic ou Stoke City, l'attaquant français est annoncé au club grec du Panathinaïkos.

#### Panathinaïkos (2009-2011)
Le 26 juin 2009, Djibril Cissé signe un contrat de quatre ans en faveur du Panathinaïkos. Le montant exact de la transaction n'est pas révélé mais les médias annoncent un transfert de 8,5 millions d'euros. Arrivé à l'aéroport d'Athènes à bord du jet privé de l'ami du président du club grec, Nikos Pateras, il est accueilli par plus de 3 000 supporters dans une ferveur des plus intenses. Malgré des débuts difficiles avec un pénalty raté face au Sparta Prague puis l'élimination du club en Barrages de la Ligue des champions face à l'Atlético de Madrid (match au cours duquel il est expulsé), il marque lors de la première journée de Championnat face au PAE Ergotelis Héraklion puis inscrit son premier doublé face à l'AEL Larissa lors de la 6e journée. En Coupe d'Europe, Djibril Cissé participe au bon parcours du club grec en Ligue Europa, notamment lors des seizièmes de finale face à l'AS Rome où il inscrit trois buts (un à l'aller et deux au retour). Cependant, le Pana est éliminé en huitièmes de finale par le Standard de Liège (1-3, 0-1). Le club réalise néanmoins le doublé Coupe-championnat pour première saison de Djibril Cissé en Grèce. Il termine également meilleur buteur du championnat avec 23 buts, il s'agit du plus gros total de buts inscrits par un joueur en championnat depuis la saison 1999-2000.
Dès le début de saison suivante, Djibril Cissé confirme ses bonnes prestations. Blessé lors de la première journée, il inscrit treize buts lors des douze matchs suivants avec notamment un doublé lors du derby face à l'Olympiakos. Ce retour au premier plan de l'international français suscite les convoitises de plusieurs clubs dont Newcastle United et les Girondins de Bordeaux durant le mercato hivernal. Désireux de remporter une nouvelle fois le championnat, Djibril Cissé décide de finir la saison au Pana. Le 19 février 2011, lors du choc face à l'Olympiakos, il est victime de cris de singe durant la partie et est interpellé brusquement en fin de rencontre par des supporters de l'Olympiakos. Il explique le lendemain ne plus vouloir continuer à jouer dans de telles conditions et exprime son envie de quitter le championnat grec en fin de saison. Le Panathinaïkos ne conserve pas son titre et termine à la deuxième place. Djibril Cissé est sacré, pour la deuxième année consécutive, meilleur buteur du championnat avec 20 buts en 27 matchs. Au cours des play-offs qualificatifs pour la Ligue des champions, il inscrit encore quatre buts en six rencontres et permet au club athénien de terminer premier et ainsi obtenir son ticket pour la C1.

#### Lazio Rome (2011-2012)
Le 12 juillet 2011, Djibril Cissé signe un contrat de quatre ans avec la Lazio Rome. Lors de son premier match officiel dans la capitale italienne, il inscrit un doublé contre le Rabotnički Skopje en match de barrages de la Ligue Europa. Durant la seconde journée de Serie A contre l'AC Milan au stade Giuseppe-Meazza, il inscrit son premier but en championnat à la 20e minute (score final 2-2). Djibril Cissé ne s'impose cependant pas dans le club romain, Miroslav Klose lui étant souvent préféré. L'attaquant français quitte la Lazio lors du dernier jour du marché des transferts hivernal de janvier 2012, après seulement six mois passés en Italie et 5 buts en 27 matchs toutes compétitions confondues.

#### Queens Park Rangers (2012-2013)
Après plusieurs jours de négociations, Djibril Cissé signe un contrat de deux ans et demi en faveur des Queens Park Rangers le 31 janvier 2012, le montant de la transaction n'étant pas officiellement révélé. Le lendemain, il participe à son premier match avec le club londonien, en étant titularisé par Mark Hughes lors de la rencontre comptant pour la 23e journée de Premier League face à Aston Villa (2-2). Il s'illustre en marquant le premier but des Rangers. Le 4 février suivant, il est expulsé peu après la demi-heure de jeu lors de la défaite de QPR face à Wolverhampton Wanderers (1-2). L'attaquant français, qui a bousculé Roger Johnson après avoir essuyé un tacle violent, écope de trois matchs de suspension. De retour le 10 mars, il marque le but égalisateur face à Bolton Wanderers lors du match comptant pour la 28e journée mais les Rangers s'inclinent à la suite d'un but d'Ivan Klasnić en fin de rencontre (2-1). Le 24 mars, il est de nouveau expulsé durant le match à Sunderland AFC comptant pour la 30e journée (défaite 3-1). Ce second carton rouge en cinq rencontres lui fait écoper de quatre matchs de suspension. À son retour de suspension, il ne joue pas le match opposant QPR à Tottenham Hotspur. Le 29 avril, son club subit une large défaite lors du derby londonien face au Chelsea FC (6-1) mais Djibril Cissé sauve l'honneur en fin de match en marquant l'unique but des siens. Lors de la saison suivante, il s'offre son premier but face au Reading FC lors de l'élimination en League Cup (2-3). Il ne marque que trois buts en championnat face à Reading FC de nouveau (1-1), à Wigan AFC (2-2) et à West Bromwich Albion.

#### Al-Gharafa (2013)
L’entraîneur Harry Redknapp ne comptant plus sur lui, il quitte le club en juillet suivant après un prêt de six mois au Qatar. Le 19 janvier 2013, Djibril Cissé est prêté pour six mois au Al-Gharafa SC où il rejoint Nenê, l'ancien joueur du Paris Saint-Germain. Il marque un but en championnat et quatre buts en huit matchs de Ligue des Champions asiatique.

#### Kouban Krasnodar (2013)

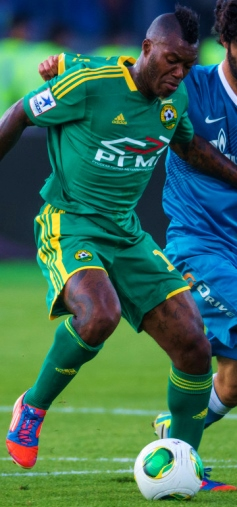
Cissé avec Krasnodar.

Le 4 juillet 2013, après avoir trouvé un accord avec Queens Park Rangers pour résilier son contrat, Djibril Cissé signe gratuitement au club russe du FC Kouban Krasnodar. Il inscrit ses deux premiers buts en championnat contre le FK Oural lors de la 6e journée. Il perd ensuite sa place de titulaire mais est régulièrement aligné en Ligue Europa. Le 30 décembre, il est libéré de son contrat avec le Kouban Krasnodar.

#### SC Bastia (2014-2015)
Le 1er janvier 2014, Djibril Cissé signe un contrat de 18 mois avec le Sporting Club de Bastia. Il joue son premier match sous le maillot corse le 11 janvier suivant contre le Valenciennes FC lors de la première journée de phase retour de Ligue 1. Le 11 février, lors de la 22e journée, il marque son premier but avec le SC Bastia face au Toulouse FC (victoire 3-1).
Sa seconde saison en Corse est plus compliquée, gêné par des douleurs chroniques à la hanche il joue très peu. Néanmoins le 28 octobre 2014, lors des 16èmes de finale de la Coupe de la Ligue, il inscrit un doublé contre l'AJ Auxerre (3-1). Il joue son dernier match au SC Bastia contre l'Olympique de Marseille le 23 mai 2015, pour le compte de la 38e journée de Ligue 1 remplaçant Gaël Danic à dix minutes de la fin sous l'ovation de tout le stade Vélodrome où il est passé durant deux saisons. Il annonce à l'issue de ce match qu'il met un terme à sa carrière de joueur.
En 2022, le magazine So Foot le classe dans le top 1000 des meilleurs joueurs du championnat de France, à la 96e place.

#### JS Saint-Pierroise (2015)
Le 18 juin 2015, Djibril Cissé signe un contrat amateur de cinq matchs avec la Jeunesse sportive saint-pierroise qui évolue en D1 promotionnel, soit le plus haut championnat de La Réunion. Après trois forfaits annoncés, il fait ses débuts le 18 septembre 2015 contre la Capricorne, mais il sort sur blessure au bout de 11 minutes. Toujours sujet à des douleurs à la hanche, il décide qu'il ne peut continuer et rentre en métropole.
Djibril Cissé annonce sa retraite sportive à 34 ans, le 18 octobre 2015 en direct dans l'émission J+1, préférant « écouter son corps ». Il se fait par la suite poser une prothèse de hanche. Il reprend toutefois l'entraînement avec l'AJ Auxerre à partir de l'été 2016, laissant croire à un retour sur les terrains. L'attaquant français confirme cependant en février 2017 qu'il a bien mis un terme à sa carrière sportive.

#### Yverdon-Sport (2017-2018)
Le 3 juillet 2017, il sort cependant de sa retraite et signe un contrat d'un an renouvelable avec Yverdon-Sport, club semi-professionnel de troisième division suisse. Payé 25 000 francs suisses par mois (plus voiture et logement), Cissé mobilise environ un tiers des ressources financières du club ; il termine meilleur buteur du championnat avec 24 buts mais son contrat n'est pas renouvelé, l'équipe échouant à monter en deuxième division et le président du club craignant que le genou de Cissé ne tienne pas.

#### Reconversion dans le futsal puis le foot à 6 (2022-)
Le 8 août 2022 , il s'engage avec le FC Borgo Futsal, club qui évolue dans le championnat R1 Corse. Le 28 août 2022, il participe à son premier tournoi de futsal avec le FC Borgo Futsal. Le club finit deuxième du tournoi Coca-Cola Cup organisé par la FFF. Cissé termine meilleur buteur du tournoi avec 9 buts en 3 matchs.
Fin 2024, il intègre l'équipe de France de football à 6, pour jouer la Coupe du monde de socca.

### Carrière internationale

#### Sélections jeunes
Djibril Cissé porte le maillot bleu pour la première fois avec les moins de 15 ans en 1996 lors d'une victoire (1-0) contre les Pays-Bas. En 1997 il joue avec l'équipe de France des moins de 17 ans pour deux matchs et marque son premier but international. Sélectionné ensuite pour participer à l'Euro des moins de 18 ans en 2000, durant lequel une grande partie du groupe est victime d'une intoxication alimentaire cinq jours avant le début de la compétition. Djibril Cissé perd cinq kilos en quelques jours et se retrouve forfait pour le premier match perdu 1-0 contre la Finlande. Revenu sur les terrains, il emmène l'équipe jusqu'au titre continental sans inscrire de but.
Il joue l'année suivante avec l'équipe de France des moins de 20 ans de Raymond Domenech cinq matchs et trouve le chemin des filets à six reprises. L'équipe échoue cependant au tour suivant contre l'Argentine (1-3). Ces bonnes performances lui permette d'être appelé en espoirs où il marque six buts en quatre matchs.

#### Équipe de France A
Après avoir été sélectionné dans toutes les catégories de jeunes, Djibril Cissé honore sa première sélection en équipe de France A contre la Belgique (défaite 1-2), le 18 mai 2002, en remplaçant David Trezeguet à la mi-temps. La même année, il est sélectionné pour participer à la Coupe du monde qui se déroule au Japon et en Corée du Sud. Alors âgé de 20 ans, il est le plus jeune joueur de l'effectif français. Il entre en cours de jeu durant les trois matchs de la phase de poule mais n'inscrit pas de but. Avec deux défaites et un match nul, les Bleus se font éliminer dès le premier tour.
Le 7 septembre 2002, lors du premier des huit matchs comptant pour les éliminatoires de l'Euro 2004, Djibril Cissé inscrit son premier but sous le maillot de l'équipe de France contre Chypre.
Il remporte la Coupe des Confédérations 2003 en France, au cours de laquelle il marque son seul but international en phase finale de compétition.
Il fait partie des prétendants pour être sélectionné pour l'Euro 2004 mais son expulsion lors d'un match des espoirs contre le Portugal l'en empêche ; le sélectionneur de l'époque, Jacques Santini, ne voulant pas prendre un joueur qui ne pourrait pas disputer les trois premiers matchs de la compétition.
Au cours des qualifications pour la Coupe du monde 2006, Djibril Cissé termine meilleur buteur français avec quatre buts en six matchs, en signant notamment son premier doublé sous le maillot bleu face aux Îles Féroé. Il est ainsi sélectionné par Raymond Domenech pour le Mondial 2006 mais à la veille du départ de l'équipe pour l'Allemagne, il subit une fracture du tibia-péroné lors d'un match de préparation face à la Chine. Raymond Domenech déclare le 8 juin qu'il est remplacé par Sidney Govou.
Le 18 mai 2008, Djibril Cissé fait partie de la liste des trente joueurs présélectionnés pour l'Euro 2008. Neuf jours plus tard, lors du match de préparation des Bleus face à l'Équateur (victoire 2-0), il est titularisé en attaque puis remplacé à la mi-temps par Bafétimbi Gomis qui inscrit un doublé pour sa première sélection. Le lendemain, il fait partie des sept joueurs qui quittent le groupe et qui ne participent donc pas à l'Euro 2008 se déroulant en Autriche et en Suisse.
Après presque deux ans d'absence, Djibril Cissé fait son retour chez les Bleus le 3 mars 2010 pour un match amical contre l'Espagne, Raymond Domenech l'appelant pour suppléer Louis Saha, incertain. En mai suivant, il fait partie de la liste des vingt-trois joueurs appelés par le sélectionneur de l'équipe de France pour disputer la Coupe du monde se déroulant en Afrique du Sud. Il ne prend part qu'à un match, le dernier de la phase de poule face à l'Afrique du Sud (défaite 2-1). L'équipe de France est éliminée dès le premier tour.
Le 4 octobre 2011, à la suite de la blessure de Karim Benzema puis de celle de Kevin Gameiro, il est convoqué pour la première fois par Laurent Blanc pour affronter l'Albanie et la Bosnie-Herzégovine. Il est d'ailleurs chaleureusement accueilli à son retour au Stade de France, rentrant sous une ovation debout du public pour le dernier quart d'heure de jeu face à l'Albanie.

## Statistiques

### En club
| Saison                | Club                          | Championnat           | Championnat | Championnat | Coupe nationale | Coupe nationale | Coupe de la Ligue | Coupe de la Ligue | Supercoupe | Supercoupe | Compétition(s) continentale(s) | Compétition(s) continentale(s) | Compétition(s) continentale(s) | Supercoupe UEFA | Supercoupe UEFA | Coupe du monde des clubs | Coupe du monde des clubs | Total | Total |
| Saison                | Club                          | Division              | M.          | B.          | M.              | B.              | M.                | B.                | M.         | B.         | Comp.                          | M.                             | B.                             | M.              | B.              | M.                       | B.                       | M.    | B.    |
| 1998-1999             | AJ Auxerre                    | Division 1            | 1           | 0           | -               | -               | -                 | -                 | -          | -          | -                              | -                              | -                              | -               | -               | -                        | -                        | 1     | 0     |
| 1999-2000             | AJ Auxerre                    | Division 1            | 2           | 0           | -               | -               | 1                 | 0                 | -          | -          | -                              | -                              | -                              | -               | -               | -                        | -                        | 3     | 0     |
| 2000-2001             | AJ Auxerre                    | Division 1            | 25          | 8           | 4               | 5               | 2                 | 1                 | -          | -          | CI                             | 4                              | 1                              | -               | -               | -                        | -                        | 35    | 15    |
| 2001-2002             | AJ Auxerre                    | Division 1            | 29          | 22          | 1               | 0               | 2                 | 2                 | -          | -          | -                              | -                              | -                              | -               | -               | -                        | -                        | 32    | 24    |
| 2002-2003             | AJ Auxerre                    | Ligue 1               | 33          | 14          | 6               | 6               | -                 | -                 | -          | -          | C1+C3                          | 3+3                            | 1+0                            | -               | -               | -                        | -                        | 45    | 21    |
| 2003-2004             | AJ Auxerre                    | Ligue 1               | 38          | 26          | 3               | 1               | 4                 | 1                 | 1          | 0          | C3                             | 7                              | 2                              | -               | -               | -                        | -                        | 53    | 30    |
| Sous-total            | Sous-total                    | Sous-total            | 128         | 70          | 14              | 12              | 9                 | 4                 | 1          | 0          | -                              | 17                             | 4                              | -               | -               | -                        | -                        | 169   | 90    |
| 2004-2005             | Liverpool FC                  | Premier League        | 16          | 4           | -               | -               | -                 | -                 | -          | -          | C1                             | 9                              | 1                              | -               | -               | -                        | -                        | 25    | 5     |
| 2005-2006             | Liverpool FC                  | Premier League        | 33          | 9           | 6               | 2               | -                 | -                 | -          | -          | C1                             | 13                             | 6                              | 1               | 2               | 1                        | 0                        | 54    | 19    |
| Sous-total            | Sous-total                    | Sous-total            | 49          | 13          | 6               | 2               | -                 | -                 | -          | -          | -                              | 22                             | 7                              | 1               | 2               | 1                        | 0                        | 79    | 24    |
| 2006-2007             | Olympique de Marseille (prêt) | Ligue 1               | 21          | 8           | 6               | 7               | -                 | -                 | -          | -          | -                              | -                              | -                              | -               | -               | -                        | -                        | 27    | 15    |
| 2007-2008             | Olympique de Marseille        | Ligue 1               | 35          | 16          | 3               | 2               | 2                 | 1                 | -          | -          | C1+C3                          | 6+4                            | 1+2                            | -               | -               | -                        | -                        | 50    | 22    |
| 2008                  | Olympique de Marseille        | Ligue 1               | 2           | 0           | -               | -               | -                 | -                 | -          | -          | C1                             | 1                              | 0                              | -               | -               | -                        | -                        | 3     | 0     |
| Sous-total            | Sous-total                    | Sous-total            | 58          | 24          | 9               | 9               | 2                 | 1                 | -          | -          | -                              | 11                             | 3                              | -               | -               | -                        | -                        | 80    | 37    |
| 2008-2009             | Sunderland AFC (prêt)         | Premier League        | 35          | 10          | 1               | 1               | 2                 | 0                 | -          | -          | -                              | -                              | -                              | -               | -               | -                        | -                        | 38    | 11    |
| 2009-2010             | Panathinaïkos                 | Superleague           | 28          | 23          | 6               | 1               | -                 | -                 | -          | -          | C1+C3                          | 4+8                            | 0+5                            | -               | -               | -                        | -                        | 46    | 29    |
| 2010-2011             | Panathinaïkos                 | Superleague           | 27+6        | 20+4        | 4               | 2               | -                 | -                 | -          | -          | C1                             | 6                              | 0                              | -               | -               | -                        | -                        | 43    | 26    |
| Sous-total            | Sous-total                    | Sous-total            | 61          | 47          | 10              | 3               | -                 | -                 | -          | -          | -                              | 18                             | 5                              | -               | -               | -                        | -                        | 89    | 55    |
| 2011-2012             | Lazio Rome                    | Série A               | 18          | 1           | 2               | 1               | -                 | -                 | -          | -          | C3                             | 7                              | 3                              | -               | -               | -                        | -                        | 27    | 5     |
| 2011-2012             | Queens Park Rangers           | Premier League        | 8           | 6           | -               | -               | -                 | -                 | -          | -          | -                              | -                              | -                              | -               | -               | -                        | -                        | 8     | 6     |
| 2012-2013             | Queens Park Rangers           | Premier League        | 18          | 3           | 1               | 0               | 2                 | 1                 | -          | -          | -                              | -                              | -                              | -               | -               | -                        | -                        | 21    | 4     |
| Sous-total            | Sous-total                    | Sous-total            | 26          | 9           | 1               | 0               | 2                 | 1                 | -          | -          | -                              | -                              | -                              | -               | -               | -                        | -                        | 29    | 10    |
| 2012-2013             | Al-Gharafa SC (prêt)          | Qatar Stars League    | 9           | 1           | 2               | 1               | -                 | -                 | -          | -          | ACL                            | 8                              | 4                              | -               | -               | -                        | -                        | 19    | 6     |
| 2013-2014             | FC Kouban Krasnodar           | Premier Liga          | 15          | 4           | -               | -               | -                 | -                 | -          | -          | C3                             | 10                             | 1                              | -               | -               | -                        | -                        | 25    | 5     |
| 2013-2014             | SC Bastia                     | Ligue 1               | 15          | 2           | -               | -               | -                 | -                 | -          | -          | -                              | -                              | -                              | -               | -               | -                        | -                        | 15    | 2     |
| 2014-2015             | SC Bastia                     | Ligue 1               | 8           | 0           | 1               | 1               | 3                 | 3                 | -          | -          | -                              | -                              | -                              | -               | -               | -                        | -                        | 12    | 4     |
| Sous-total            | Sous-total                    | Sous-total            | 23          | 2           | 1               | 1               | 3                 | 3                 | -          | -          | -                              | -                              | -                              | -               | -               | -                        | -                        | 27    | 6     |
| 2015-2016             | JS Saint-Pierroise            | DP1                   | 1           | 0           | -               | -               | -                 | -                 | -          | -          | -                              | -                              | -                              | -               | -               | -                        | -                        | 1     | 0     |
| 2017-2018             | Yverdon-Sport FC              | Promotion League      | 29          | 24          | -               | -               | -                 | -                 | -          | -          | -                              | -                              | -                              | -               | -               | -                        | -                        | 29    | 24    |
| Total sur la carrière | Total sur la carrière         | Total sur la carrière | 452         | 205         | 46              | 30              | 18                | 9                 | 1          | 0          | -                              | 93                             | 27                             | 1               | 2               | 1                        | 0                        | 612   | 273   |

### En sélection nationale
| Saison                | Sélection             | Phases Finales                | Phases Finales | Phases Finales | Éliminatoires | Éliminatoires | Matchs Amicaux | Matchs Amicaux | Total | Total |
| Saison                | Sélection             | Compétition                   | M              | B              | M             | B             | M              | B              | M     | B     |
| --------------------- | --------------------- | ----------------------------- | -------------- | -------------- | ------------- | ------------- | -------------- | -------------- | ----- | ----- |
| 2001-2002             | France                | Coupe du monde 2002           | 3              | 0              | -             | -             | 2              | 0              | 5     | 0     |
| 2002-2003             | France                | Coupe des confédérations 2003 | 4              | 1              | 2             | 1             | 3              | 1              | 9     | 3     |
| 2003-2004             | France                | Euro 2004                     | -              | -              | 1             | 0             | 1              | 0              | 2     | 0     |
| 2004-2005             | France                | -                             | -              | -              | 2             | 1             | 2              | 1              | 4     | 2     |
| 2005-2006             | France                | Coupe du monde 2006           | -              | -              | 4             | 3             | 6              | 1              | 10    | 4     |
| 2006-2007             | France                | -                             | -              | -              | 3             | 0             | 2              | 0              | 5     | 0     |
| 2007-2008             | France                | Euro 2008                     | -              | -              | -             | -             | 2              | 0              | 2     | 0     |
| 2008-2009             | France                | -                             | -              | -              | -             | -             | -              | -              | 0     | 0     |
| 2009-2010             | France                | Coupe du monde 2010           | 1              | 0              | -             | -             | 2              | 0              | 3     | 0     |
| 2010-2011             | France                | -                             | -              | -              | -             | -             | -              | -              | 0     | 0     |
| 2011-2012             | France                | Euro 2012                     | -              | -              | 1             | 0             | -              | -              | 1     | 0     |
| Total sur la carrière | Total sur la carrière | Total sur la carrière         | 8              | 1              | 13            | 5             | 20             | 3              | 41    | 9     |

### Matchs internationaux
| Matchs internationaux de Djibril Cissé | Matchs internationaux de Djibril Cissé | Matchs internationaux de Djibril Cissé                   | Matchs internationaux de Djibril Cissé | Matchs internationaux de Djibril Cissé | Matchs internationaux de Djibril Cissé     | Matchs internationaux de Djibril Cissé                                |
|                                        | Date                                   | Lieu                                                     | Adversaire                             | Résultat                               | Compétition                                | Notes                                                                 |
| -------------------------------------- | -------------------------------------- | -------------------------------------------------------- | -------------------------------------- | -------------------------------------- | ------------------------------------------ | --------------------------------------------------------------------- |
| 1.                                     | 18 mai 2002                            | Stade de France, Saint-Denis, France                     | Belgique                               | 1 - 2                                  | Match amical                               | Entre en jeu à la place de David Trezeguet à la 46e minute de jeu.    |
| 2.                                     | 26 mai 2002                            | Stade de la Coupe du monde de Suwon, Suwon, Corée du Sud | Corée du Sud                           | 2 - 3                                  | Match amical                               | Entre en jeu à la place de Youri Djorkaeff à la 66e minute de jeu.    |
| 3.                                     | 31 mai 2002                            | Stade de la Coupe du monde de Séoul, Séoul, Corée du Sud | Sénégal                                | 0 - 1                                  | Coupe du monde 2002                        | Entre en jeu à la place de Sylvain Wiltord à la 81e minute de jeu.    |
| 4.                                     | 6 juin 2002                            | Stade Asiade de Pusan, Pusan,Corée du Sud                | Uruguay                                | 0 - 0                                  | Coupe du monde 2002                        | Entre en jeu à la place de David Trezeguet à la 81e minute de jeu.    |
| 5.                                     | 11 juin 2002                           | Stade Munhak d'Incheon, Incheon, Corée du Sud            | Danemark                               | 2 - 0                                  | Coupe du monde 2002                        | Entre en jeu à la place de Christophe Dugarry à la 54e minute de jeu. |
| 6.                                     | 21 août 2002                           | Stade tunisien, Tunis, Tunisie                           | Tunisie                                | 1 - 1                                  | Match amical                               | Entre en jeu à la place de Sidney Govou à la 64e minute de jeu.       |
| 7.                                     | 7 septembre 2002                       | Stade GSP, Nicosie, Chypre                               | Chypre                                 | 1 - 2                                  | Éliminatoires Euro 2004                    | Titulaire.                                                            |
| 8.                                     | 12 février 2003                        | Stade de France, Saint-Denis, France                     | Tchéquie                               | 0 - 2                                  | Match amical                               | Entre en jeu à la place de Thierry Henry à la 68e minute de jeu.      |
| 9.                                     | 2 avril 2003                           | Stade Renzo-Barbera, Palerme, Italie                     | Israël                                 | 1 - 2                                  | Éliminatoires Euro 2004                    | Entre en jeu à la place de David Trezeguet à la 73e minute de jeu.    |
| 10.                                    | 30 avril 2003                          | Stade de France, Saint-Denis, France                     | Égypte                                 | 5- 0                                   | Match amical                               | Titulaire.                                                            |
| 11.                                    | 18 juin 2003                           | Stade de Gerland, Lyon, France                           | Colombie                               | 1 - 0                                  | Coupe des confédérations 2003              | Titulaire.                                                            |
| 12.                                    | 22 juin 2003                           | Stade de France, Saint-Denis, France                     | Nouvelle-Zélande                       | 5 - 0                                  | Coupe des confédérations 2003              | Titulaire.                                                            |
| 13.                                    | 26 juin 2003                           | Stade de France, Saint-Denis, France                     | Turquie                                | 3 - 2                                  | Coupe des confédérations 2003              | Entre en jeu à la place de Sidney Govou à la 65e minute de jeu.       |
| 14.                                    | 29 juin 2003                           | Stade de France, Saint-Denis, France                     | Cameroun                               | 0 - 1 a.p                              | Coupe des confédérations 2003              | Titulaire.                                                            |
| 15.                                    | 20 août 2003                           | Stade de Genève, Canton de Genève, Suisse                | Suisse                                 | 0 - 2                                  | Match amical                               | Entre en jeu à la place de Sylvain Wiltord à la 70e minute de jeu.    |
| 16.                                    | 11 octobre 2003                        | Stade de France, Saint-Denis, France                     | Israël                                 | 3 - 0                                  | Éliminatoires Euro 2004                    | Entre en jeu à la place de Thierry Henry à la 77e minute de jeu.      |
| 17.                                    | 18 août 2004                           | Roazhon Park, Rennes, France                             | Bosnie-Herzégovine                     | 1 - 1                                  | Match amical                               | Entre en jeu à la place de Thierry Henry à la 46e minute de jeu.      |
| 18.                                    | 8 septembre 2004                       | Tórsvøllur, Torshavn, îles Féroé                         | Îles Féroé                             | 0 - 2                                  | Éliminatoires de la Coupe du monde 2006    | Entre en jeu à la place de Louis Saha à la 9e minute de jeu.          |
| 19.                                    | 9 octobre 2004                         | Stade de France, Saint-Denis, France                     | République d'Irlande                   | 0 - 0                                  | Éliminatoires de la Coupe du monde 2006    | Titulaire.                                                            |
| 20.                                    | 31 mai 2005                            | Stade Saint-Symphorien, Metz, France                     | Hongrie                                | 3 - 0                                  | Match amical                               | Titulaire.                                                            |
| 21.                                    | 17 août 2005                           | Stade de la Mosson, Montpellier, France                  | Côte d'Ivoire                          | 3 - 0                                  | Match amical                               | Entre en jeu à la place de Thierry Henry à la 72e minute de jeu.      |
| 22.                                    | 3 septembre 2005                       | Stade Félix-Bollaert, Lens, France                       | Îles Féroé                             | 3 - 0                                  | Éliminatoires de la Coupe du monde 2006    | Titulaire.                                                            |
| 23.                                    | 7 septembre 2005                       | Lansdowne Road, Dublin, Irlande                          | République d'Irlande                   | 0 - 1                                  | Éliminatoires de la Coupe du monde 2006    | Entre en jeu à la place de Thierry Henry à la 76e minute de jeu.      |
| 24.                                    | 8 octobre 2005                         | Stade du Wankdorf, Berne, Suisse                         | Suisse                                 | 1 - 1                                  | Éliminatoires de la Coupe du monde 2006    | Entre en jeu à la place de Vikash Dhorasoo à la 46e minute de jeu.    |
| 25.                                    | 12 octobre 2005                        | Stade de France, Saint-Denis, France                     | Chypre                                 | 4 - 0                                  | Éliminatoires de la Coupe du monde 2006    | Titulaire.                                                            |
| 26.                                    | 9 novembre 2005                        | Stade Pierre-Aliker, Fort-de-France,France               | Costa Rica                             | 3 - 2                                  | Match amical                               | Entre en jeu à la place de Nicolas Anelka à la 71e minute de jeu.     |
| 27.                                    | 12 novembre 2005                       | Stade de France, Saint-Denis, France                     | Allemagne                              | 0 - 0                                  | Match amical                               | Entre en jeu à la place de David Trezeguet à la 70e minute de jeu.    |
| 28.                                    | 27 mai 2006                            | Stade de France, Saint-Denis, France                     | Mexique                                | 1 - 0                                  | Match amical                               | Titulaire.                                                            |
| 29.                                    | 31 mai 2006                            | Stade Félix-Bollaert, Lens, France                       | Danemark                               | 2 - 0                                  | Match amical                               | Entre en jeu à la place de Thierry Henry à la 79e minute de jeu.      |
| 30.                                    | 7 juin 2006                            | Stade Geoffroy-Guichard, Saint-Étienne, France           | Chine                                  | 3 - 1                                  | Match amical                               | Titulaire.                                                            |
| 31.                                    | 7 février 2007                         | Stade de France, Saint-Denis, France                     | Argentine                              | 0 - 1                                  | Match amical                               | Entre en jeu à la place de Claude Makélélé à la 89e minute de jeu.    |
| 32.                                    | 24 mars 2007                           | Stade S.-Darius-et-S.-Girėnas, Kaunas, Lituanie          | Lituanie                               | 0 - 1                                  | Éliminatoires du Championnat d'Europe 2008 | Entre en jeu à la place de Sidney Govou à la 62e minute de jeu.       |
| 33.                                    | 28 mars 2007                           | Stade de France, Saint-Denis, France                     | Autriche                               | 1 - 0                                  | Match amical                               | Titulaire.                                                            |
| 34.                                    | 2 juin 2007                            | Stade de France, Saint-Denis, France                     | Ukraine                                | 2 - 0                                  | Éliminatoires du Championnat d'Europe 2008 | Entre en jeu à la place de Nicolas Anelka à la 76e minute de jeu.     |
| 35.                                    | 6 juin 2007                            | Stade de l'Abbé-Deschamps, Auxerre, France               | Géorgie                                | 1 - 0                                  | Éliminatoires du Championnat d'Europe 2008 | Entre en jeu à la place de Florent Malouda à la 65e minute de jeu.    |
| 36.                                    | 26 mars 2008                           | Stade de France, Saint-Denis, France                     | Angleterre                             | 1 - 0                                  | Match amical                               | Entre en jeu à la place de Nicolas Anelka à la 80e minute de jeu.     |
| 37.                                    | 27 mai 2008                            | Stade des Alpes, Grenoble, France                        | Équateur                               | 2 - 0                                  | Match amical                               | Titulaire.                                                            |
| 38.                                    | 3 mars 2010                            | Stade de France, Saint-Denis, France                     | Espagne                                | 0 - 2                                  | Match amical                               | Entre en jeu à la place de Nicolas Anelka à la 77e minute de jeu.     |
| 39.                                    | 30 mai 2010                            | Stade olympique de Radès, Radès, Tunisie                 | Tunisie                                | 1 - 1                                  | Match amical                               | Entre en jeu à la place de Sidney Govou à la 74e minute de jeu.       |
| 40.                                    | 22 juin 2010                           | Free State Stadium, Bloemfontein, Afrique du Sud         | Afrique du Sud                         | 1 - 2                                  | Coupe du monde 2010                        | Titulaire.                                                            |
| 41.                                    | 7 octobre 2011                         | Stade de France, Saint-Denis, France                     | Albanie                                | 3 - 0                                  | Éliminatoires du Championnat d'Europe 2012 | Entre en jeu à la place de Bafétimbi Gomis à la 80e minute de jeu.    |

### Buts internationaux
| Buts en sélection de Djibril Cissé | Buts en sélection de Djibril Cissé                         | Buts en sélection de Djibril Cissé                         | Buts en sélection de Djibril Cissé                         | Buts en sélection de Djibril Cissé                         | Buts en sélection de Djibril Cissé                         | Buts en sélection de Djibril Cissé                         | Buts en sélection de Djibril Cissé                         | Buts en sélection de Djibril Cissé                         |                                                            |
|                                    | Date                                                       | Lieu                                                       | Adversaire                                                 | Score                                                      | Résultat                                                   | Compétition                                                | Notes                                                      | Sel.                                                       |                                                            |
| ---------------------------------- | ---------------------------------------------------------- | ---------------------------------------------------------- | ---------------------------------------------------------- | ---------------------------------------------------------- | ---------------------------------------------------------- | ---------------------------------------------------------- | ---------------------------------------------------------- | ---------------------------------------------------------- | ---------------------------------------------------------- |
| 1.                                 | 7 septembre 2002                                           | Stade GSP, Nicosie, Chypre                                 | Chypre                                                     | 1 - 1                                                      | 1 - 2                                                      | Éliminatoires Euro 2004                                    | 39e du pied droit                                          | 7e                                                         |                                                            |
| 2.                                 | 30 avril 2003                                              | Stade de France, Saint-Denis, France                       | Égypte                                                     | 4 - 0                                                      | 5 - 0                                                      | Match amical                                               | 63e du pied droit                                          | 10e                                                        |                                                            |
| 3.                                 | 22 juin 2003                                               | Stade de France, Saint-Denis, France                       | Nouvelle-Zélande                                           | 3 - 0                                                      | 5 - 0                                                      | Coupe des confédérations 2003                              | 71e du pied droit                                          | 12e                                                        |                                                            |
| 4.                                 | 8 septembre 2004                                           | Tórsvøllur, Torshavn, îles Féroé                           | Îles Féroé                                                 | 0 - 2                                                      | 0 - 2                                                      | Éliminatoires Coupe du monde 2006                          | 73e du pied droit                                          | 18e                                                        |                                                            |
| 5.                                 | 31 mai 2005                                                | Stade Saint-Symphorien, Metz, France                       | Hongrie                                                    | 1 - 0                                                      | 2 - 1                                                      | Match amical                                               | 10e du pied droit                                          | 20e                                                        |                                                            |
| 6.                                 | 3 septembre 2005                                           | Stade Félix-Bollaert, Lens, France                         | Îles Féroé                                                 | 1 - 0                                                      | 3 - 0                                                      | Éliminatoires Coupe du monde 2006                          | 13e de la tête                                             | 22e                                                        |                                                            |
| 7.                                 | 3 septembre 2005                                           | Stade Félix-Bollaert, Lens, France                         | Îles Féroé                                                 | 3 - 0                                                      | 3 - 0                                                      | Éliminatoires Coupe du monde 2006                          | 76e du pied droit                                          | 22e                                                        |                                                            |
| 8.                                 | 8 octobre 2005                                             | Stade du Wankdorf, Berne, Suisse                           | Suisse                                                     | 0 - 1                                                      | 1 - 1                                                      | Éliminatoires Coupe du monde 2006                          | 52e du pied droit                                          | 24e                                                        |                                                            |
| 9.                                 | 9 novembre 2005                                            | Stade de Dillon, Fort-de-France, Martinique                | Costa Rica                                                 | 2 - 2                                                      | 3 - 2                                                      | Match amical                                               | 80e du pied droit                                          | 26e                                                        |                                                            |
| Total                              | 9 buts (8 du pied droit et 1 de la tête) en 41 sélections. | 9 buts (8 du pied droit et 1 de la tête) en 41 sélections. | 9 buts (8 du pied droit et 1 de la tête) en 41 sélections. | 9 buts (8 du pied droit et 1 de la tête) en 41 sélections. | 9 buts (8 du pied droit et 1 de la tête) en 41 sélections. | 9 buts (8 du pied droit et 1 de la tête) en 41 sélections. | 9 buts (8 du pied droit et 1 de la tête) en 41 sélections. | 9 buts (8 du pied droit et 1 de la tête) en 41 sélections. | 9 buts (8 du pied droit et 1 de la tête) en 41 sélections. |

## Palmarès

### En club
- AJ Auxerre 
  - Vainqueur de la Coupe de France en 2003
  - Vainqueur de la Coupe Gambardella en 1999
  - Finaliste de la Coupe Intertoto en 2000

- Liverpool 
  - Vainqueur de la Ligue des Champions en 2005
  - Vainqueur de la Supercoupe d'Europe en 2005
  - Vainqueur de la Coupe d'Angleterre en 2006
  - Finaliste de la Coupe du monde des clubs de la FIFA en 2005

- Olympique de Marseille 
  - Finaliste de la Coupe de France en 2007
  - Vice-champion de France en 2007

- Panathinaïkos 
  - Champion de Grèce en 2010
  - Vainqueur de la Coupe de Grèce en 2010

- SC Bastia 
  - Finaliste de la Coupe de la Ligue en 2015

### En équipe de France
- 41 sélections et 9 buts entre 2002 et 2011
- Champion d'Europe des moins de 18 ans en 2000
- Vainqueur de la Coupe des Confédérations en 2003

## Distinctions individuelles
- En 2001 :
  - Meilleur buteur de la Coupe de France
- En 2002 :
  - Meilleur espoir UNFP de Ligue 1
  - Meilleur buteur de Ligue 1 (22 buts)
  - Membre de l'équipe-type de Division 1 aux Trophées UNFP
- En 2003 :
  - Meilleur buteur de la Coupe de France
  - Trophée du joueur du mois de Ligue 1 UNFP en décembre
- En 2004 :
  - Meilleur buteur de Ligue 1 (26 buts)
- En 2005 :
  - Meilleur joueur de la Supercoupe de l'UEFA
- En 2007 :
  - Meilleur buteur de la Coupe de France
- En 2010 :
  - Meilleur buteur du Championnat de Grèce (23 buts)
- En 2011 :
  - Meilleur buteur du Championnat de Grèce (20 buts)
- En 2021 :
  - Membre du XI de légende de la Coupe Gambardella[60].

## Records
- 2e meilleur buteur de l'histoire de l'AJ Auxerre avec 90 buts
- 16e meilleur buteur français de l'histoire toutes compétitions confondues (296 buts)[61]

## Médias
En août 2018, Djibril Cissé rejoint RMC Sport en qualité de consultant. Le 16 octobre 2020, il devient consultant pour la chaîne L'Équipe. Il intègre le tour de table de L'Équipe du Soir chaque vendredi. Il intervient également lors des soirées européennes de l'Olympique de Marseille, qui entre en lice en Ligue des champions. À partir de septembre 2022, toujours sur la même chaîne, il change d'émission et devient consultant dans L'Équipe de Greg.
En novembre et décembre 2022, il rejoint France Télévisions lors de la Coupe du monde de football pour apporter son expertise lors des émissions encadrant la retransmission des matchs sur les chaînes du réseau La 1ère. Puis dès janvier 2023, il devient commentateur-consultant lors des matchs de Coupe de France de football retransmis par France 2 et France 3, tout en continuant ses activités sur La chaîne L'Équipe.

## Hommage
Le 27 mai 2025, a lieu son jubilé au Stade de l'Abbé-Deschamps à Auxerre entre une équipe de joueur de légende de l'AJ Auxerre, son club formateur et une équipe d'amis de Djibril Cissé.
En son honneur, un bâtiment du centre de formation de l'AJ Auxerre est renommé la pyramide Djibril Cissé.

## Vie privée
Élevé au sein d'une famille musulmane — son frère est notamment imam en Belgique —, Djibril Cissé s’est converti au catholicisme à l'âge de 15 ans.
Son père Mangué Cissé et son frère Abou Cissé ont également été footballeurs professionnels. Son autre frère Séni joue en amateur au FC Martigues.
Il a été marié de 2005 à 2012 avec la Galloise Jude Littler dont il s’est séparé en 2010. Ils ont ensemble trois fils : Cassius (né en 2006), Prince Kobe (né en 2008) et Marley Jackson (né en 2010). Il a également une fille, Ilona-Céleste, née le 9 octobre 2001 d'une précédente union, et un garçon prénommé Gabriel, né le 11 mars 2015, avec son ex-compagne Marie-Cécile Lenzini.
Le parrain de son fils Prince Kobe est le chanteur Matt Pokora.

### Mise en examen
En 2017, Djibril Cissé est mis en examen dans le cadre de l'affaire de chantage à la sextape de Mathieu Valbuena, mais il est disculpé par les maîtres chanteurs lors de leur confrontation.
En novembre 2024, le tribunal correctionnel de Bastia, condamne Djibril Cissé, à huit mois de prison avec sursis et 20 000 euros d’amende pour abus de biens sociaux et omission d’écriture comptable, en raison d'une dette d'environ un demi-million d'euros de son entreprise mise en liquidation judiciaire. Mais il est relaxé pour les accusations de fraude fiscale et blanchiment de fraude fiscale.

## Activités annexes

### Filmographie

#### Longs métrages
- 2004 : Les 11 commandements de François Desagnat et Thomas Sorriaux : lui-même
- 2007 : Taxi 4 de Gérard Krawczyk : lui-même
- 2021 : Le Furet de Thomas Sorriaux : lui-même
- 2023 : Tant que le soleil frappe de Philippe Petit : lui-même
- 2024 : Numéro 10 de David Diane : lui-même

#### Série télévisée
- 2021 : La super vie d'Hakim (Saison 1, épisode 11 : Super transfert réalisé par Félix Guimard) : lui-même

#### Clips vidéo
- 2011 : chanson U R A Million $ Girl de Dwaine feat. Diddy, Keri Hilson & Trina : apparition
- 2016 : chanson Ego de Willy William : apparition

### Discographie
- 2006 : Music and Me
- 2017 : Fat Trumpet

### Émissions de télévision
Liste des émissions auxquelles Djibril Cissé a été candidat :
- 2003 : Fort Boyard (France 2)
- 2015 : Saison 6 de Danse avec les stars (TF1)
- 2019 : Le meilleur pâtissier, spécial célébrités (M6)
- 2020 : Saison 2 de Mask Singer (TF1) sous le squelette
- 2024 : Saison 4 de Qui veut être mon associé ? (M6)
- 2024 : Mask Singer Spéciale Noël sur TF1 sous le lion

### Prêt-à-porter
Djibril Cissé possède deux marques de prêt-à-porter : Nightmare of America et Mr.Lenoir,

### DJ
Depuis 2022, Djibril Cissé est disc-jockey sous le nom de scène Tcheba. Il a réalisé plusieurs DJ-set dans des boîtes de nuit telles que Ice Box à Liège, le "Shot'z Bar Club" à Agen ou l'Estival de Taulé. Il a aussi participé à l'ADE en tant que DJ dans un club[réf. nécessaire].

### Mannequin
Il a posé pour les éditions 2006 et 2015 du calendrier des Dieux du Stade organisé par le club de rugby du Stade français dont les bénéfices des ventes sont reversés à des associations. Il l'est l'un des rares athlètes, hors rugby, à y participer.